# Championnat de Belgique de football de troisième division 2024-2025
Navigation
saison précédente saison suivante
Le Championnat de Belgique de football de troisième division 2024-2025 est la nonante-sixième (quatre-vingt-seizième) saison du championnat belge de 3e Division.
À partir de la saison 2024-2025, la Nationale 1 (troisième division belge) qui comptait 18 équipes est divisée en deux séries : une série comprenant 12 clubs francophones et bruxellois appelée Nationale 1 ACFF et une série de 16 clubs de la région flamande appelée Nationale 1 VV.

## Première saison en Nationale 1 (3eniveau)
- Belisia Sport Vereninging Bilsen
- Royale Union Sportive Binche
- Jong Cercle U23
- SL16 Football Campus U23
- Koninklijke Football Club Merelbeke
- Union Rochefortoise
- Royale Union St-Gilloise « B » U23
- Royal Racing Club Stockay-Warfusée

## Nationale 1 ACFF

### Participants
| #  | Nom                                       | Mat. | Ville           | Stades               | En Nat 1 depuis | Total en Nat 1 | Total Niv 3 | S. Précédente |
| -- | ----------------------------------------- | ---- | --------------- | -------------------- | --------------- | -------------- | ----------- | ------------- |
| 1  | SL16 Football Campus U23                  | 16   | Liège           | SL16 Football Campus | 2024-25 1er     | 1 s            | 1 s         | 16e CL        |
| 2  | Zebra Elite Charleroi                     | 22   | Montignies-s-S. | La Neuville          | 2022-23 3e      | 3 s            | 3 s         | 4e            |
| 3  | Union Royale Namur                        | 156  | Namur           | Stade ADEPS          | 2023-24 2e      | 2 s            | 54 s        | 15e           |
| 4  | Royal Excelsior Virton                    | 200  | Virton          | Yvan Georges         | 2023-24 2e      | 5 s            | 21 s        | 10e           |
| 5  | Olympic Club de Charleroi                 | 246  | Montignies s/S. | de La Neuville       | 2019-20 5e      | 6 s            | 42 s        | 7e            |
| 6  | Royale Union St-Gilloise « B » U23        | 10   | Forest          | Joseph Marien        | 2024-25 1er     | 1 s            | 1 s         | 11e D2 ACFF   |
| 7  | Royal Football Club Tournai               | 26   | Tournai         | Luc Varenne          | 2024-25 1er     | 1 s            | 36 s        | 4e D2 ACFF    |
| 8  | Royal Racing Club Stockay-Warfusée        | 2239 | St-George s/M.  | rue Joseph Wauters   | 2024-25 1er     | 1 s            | 1 s         | 7e D2 ACFF    |
| 9  | Union Rochefortoise                       | 2799 | Rochefort       | des Roches           | 2024-25 1er     | 1 s            | 1 s         | 2e D2 ACFF    |
| 10 | Royale Union Sportive Binche              | 3835 | Binche          | Aimé Vachaudez       | 2024-25 1er     | 1 s            | 1 s         | 5e D2 ACFF    |
| 11 | Renaissance Albert Elisabeth Club de Mons | 4194 | Mons            | Charles Tondreau     | 2024-25 1er     | 1 s            | 65 s        | 1er D2 ACFF   |
| 12 | Royale Union Tubize Braine-le-Comte       | 5632 | Tubize          | Edmond Leburton      | 2024-25 1er     | 2 s            | 6 s         | 3e D2 ACFF    |

Légende des couleurs
- Relégué de Challenger Pro League 2023-2024
- Promu de Division 2 ACFF 2023-2024

### Stades
| Tournai | Mons | Tubize | Binche                |
| --- | --- | --- | --------------------- |
| Stade Luc Varenne | Stade Charles Tondreau | Stade Leburton | Stade Aimé Vachaudez  |
| Capacité : 8 000 | Capacité : 8 000 | Capacité : 7 000 | Capacité : 2 000      |
| | | |                       |
| Olympic Charleroi | \| Union SG U23 Tubize Binche Virton Mons Stockay Tournai Rochefort Olympic · Sporting U23 Namur SL 16 FC Localisation des clubs engagés en Nationale 1 ACFF 2024-2025 \| | \| Union SG U23 Tubize Binche Virton Mons Stockay Tournai Rochefort Olympic · Sporting U23 Namur SL 16 FC Localisation des clubs engagés en Nationale 1 ACFF 2024-2025 \| | Namur                 |
| Stade de la Neuville | \| Union SG U23 Tubize Binche Virton Mons Stockay Tournai Rochefort Olympic · Sporting U23 Namur SL 16 FC Localisation des clubs engagés en Nationale 1 ACFF 2024-2025 \| | \| Union SG U23 Tubize Binche Virton Mons Stockay Tournai Rochefort Olympic · Sporting U23 Namur SL 16 FC Localisation des clubs engagés en Nationale 1 ACFF 2024-2025 \| | Stade ADEPS de Jambes |
| Capacité : 8 900 | \| Union SG U23 Tubize Binche Virton Mons Stockay Tournai Rochefort Olympic · Sporting U23 Namur SL 16 FC Localisation des clubs engagés en Nationale 1 ACFF 2024-2025 \| | \| Union SG U23 Tubize Binche Virton Mons Stockay Tournai Rochefort Olympic · Sporting U23 Namur SL 16 FC Localisation des clubs engagés en Nationale 1 ACFF 2024-2025 \| | Capacité : 2 000      |
| | \| Union SG U23 Tubize Binche Virton Mons Stockay Tournai Rochefort Olympic · Sporting U23 Namur SL 16 FC Localisation des clubs engagés en Nationale 1 ACFF 2024-2025 \| | \| Union SG U23 Tubize Binche Virton Mons Stockay Tournai Rochefort Olympic · Sporting U23 Namur SL 16 FC Localisation des clubs engagés en Nationale 1 ACFF 2024-2025 \| |                       |
| Zebra Elite | \| Union SG U23 Tubize Binche Virton Mons Stockay Tournai Rochefort Olympic · Sporting U23 Namur SL 16 FC Localisation des clubs engagés en Nationale 1 ACFF 2024-2025 \| | \| Union SG U23 Tubize Binche Virton Mons Stockay Tournai Rochefort Olympic · Sporting U23 Namur SL 16 FC Localisation des clubs engagés en Nationale 1 ACFF 2024-2025 \| | Union SG U23          |
| Stade de la Neuville | \| Union SG U23 Tubize Binche Virton Mons Stockay Tournai Rochefort Olympic · Sporting U23 Namur SL 16 FC Localisation des clubs engagés en Nationale 1 ACFF 2024-2025 \| | \| Union SG U23 Tubize Binche Virton Mons Stockay Tournai Rochefort Olympic · Sporting U23 Namur SL 16 FC Localisation des clubs engagés en Nationale 1 ACFF 2024-2025 \| | Chalet Heymbosch      |
| Capacité : 8 900 | \| Union SG U23 Tubize Binche Virton Mons Stockay Tournai Rochefort Olympic · Sporting U23 Namur SL 16 FC Localisation des clubs engagés en Nationale 1 ACFF 2024-2025 \| | \| Union SG U23 Tubize Binche Virton Mons Stockay Tournai Rochefort Olympic · Sporting U23 Namur SL 16 FC Localisation des clubs engagés en Nationale 1 ACFF 2024-2025 \| | Capacité : 1 000      |
| | \| Union SG U23 Tubize Binche Virton Mons Stockay Tournai Rochefort Olympic · Sporting U23 Namur SL 16 FC Localisation des clubs engagés en Nationale 1 ACFF 2024-2025 \| | \| Union SG U23 Tubize Binche Virton Mons Stockay Tournai Rochefort Olympic · Sporting U23 Namur SL 16 FC Localisation des clubs engagés en Nationale 1 ACFF 2024-2025 \| |                       |
| Stockay | SL 16 FC | Virton | Rochefort             |
| Stade Rue J.Wauters | SL 16 Football Campus | Stade Yvan Georges | Parc des Roches       |
| Capacité : 1 000 | Capacité : 1 000 | Capacité : 4 000 | Capacité : 1 500      |
| | | |                       |
| Union SG U23 Tubize Binche Virton Mons Stockay Tournai Rochefort Olympic · Sporting U23 Namur SL 16 FC Localisation des clubs engagés en Nationale 1 ACFF 2024-2025 | | |                       |

### Résultats
| Domicile \ Extérieur        | BIN | MON | OLC | ROC        | STA | STO | TOU | TUB | NAM | USG | VIR | ZEB |
| --------------------------- | --- | --- | --- | ---------- | --- | --- | --- | --- | --- | --- | --- | --- |
| RUS Binche                  |     | 0–2 | 0–3 | 2–1        | 5–0 | 0–2 | 2–1 | 1–3 | 1–1 | 1–1 | 1–4 | 1–2 |
| Ren. Mons                   | 5–0 |     | 2–2 | 1–0        | 3–1 | 2–0 | 2–0 | 1–1 | 3–1 | 2–0 | 0–2 | 1–1 |
| R. Olympic Club Charleroi   | 4–1 | 0–0 |     | 2–3        | 3–1 | 2–1 | 2–0 | 3–2 | 3–0 | 1–1 | 2–1 | 3–0 |
| Union Rochefortoise         | 1–1 | 0–0 | 2–1 |            | 1–0 | 0–0 | 1–0 | 1–1 | 0–3 | 1–3 | 0–2 | 2–2 |
| SL16 FC                     | 2–2 | 1–2 | 1–3 | 1–2        |     | 1–2 | 5–1 | 0–1 | 0–2 | 0–3 | 1–2 | 0–3 |
| RRC Stockay-Warfusée        | 1–1 | 0–1 | 1–4 | 2–1        | 2–1 |     | 1–1 | 1–1 | 5–1 | 3–0 | 2–3 | 3–2 |
| RFC Tournai                 | 1–1 | 0–0 | 0–4 | 1–1        | 0–0 | 2–0 |     | 1–1 | 1–2 | 2–0 | 2–2 | 1–0 |
| R. Union Tubize-Braine      | 1–0 | 0–0 | 4–1 | 4–1 ou 6-2 | 3–0 | 1–2 | 3–1 |     | 2–1 | 2–1 | 0–1 | 4–2 |
| UR Namur                    | 2–3 | 0–5 | 3–3 | 0–2        | 2–1 | 1–0 | 1–0 | 1–4 |     | 0–0 | 1–3 | 2–0 |
| R. Union Saint-Gilloise U23 | 0–5 | 2–3 | 0–2 | 0–3 ou 4-0 | 0–2 | 5–1 | 4–0 | 0–3 | 2–1 |     | 1–2 | 0–0 |
| R. Excelsior Virton         | 2–0 | 0–2 | 0–2 | 1–3        | 3–1 | 1–0 | 1–1 | 0–3 | 1–0 | 4–2 |     | 0–1 |
| Zébra Elites                | 1–1 | 3–2 | 0–4 | 0–0        | 0–0 | 0–2 | 1–2 | 2–2 | 1–0 | 0–0 | 1–3 |     |

### Classement
- Champion d'automne:
- Dernière mise à jour: le 17 février 2025.

| Rang | Équipe                               | Pts | J  | G  | N | P  | Bp | Bc | Diff |
| ---- | ------------------------------------ | --- | -- | -- | - | -- | -- | -- | ---- |
| 1    | Royal Olympic Club de Charleroi      | 49  | 22 | 15 | 4 | 3  | 54 | 23 | +31  |
| 2    | Renaissance AEC Mons P               | 46  | 22 | 13 | 7 | 2  | 39 | 14 | +25  |
| 3    | Royale Union Tubize-Braine P         | 45  | 22 | 13 | 6 | 3  | 48 | 22 | +26  |
| 4    | Royal Excelsior Virton               | 44  | 22 | 14 | 2 | 6  | 38 | 26 | +12  |
| 5    | Royal Racing Club Stockay-Warfusée P | 31  | 22 | 9  | 4 | 9  | 31 | 31 | 0    |
| 6    | Union rochefortoise P                | 31  | 22 | 8  | 7 | 7  | 27 | 29 | -2   |
| 7    | Union Namur                          | 24  | 22 | 7  | 3 | 12 | 25 | 40 | -15  |
| 8    | Zebra Elites U23                     | 23  | 22 | 5  | 8 | 9  | 22 | 33 | -11  |
| 9    | Royale Union Sportive Binche P       | 22  | 22 | 5  | 7 | 10 | 29 | 40 | -11  |
| 10   | R. Union St-Gilloise U23 P           | 20  | 22 | 5  | 5 | 12 | 25 | 38 | -13  |
| 11   | Royal Football Club Tournai P        | 20  | 22 | 4  | 8 | 10 | 18 | 34 | -16  |
| 12   | SL 16 Football Campus U23 R          | 9   | 22 | 2  | 3 | 17 | 19 | 45 | -26  |

### Play-offs de promotion
Les points obtenus pendant la phase régulière sont divisés par 2.
| Rang | Équipe                               | Pts | J  | G | N | P | Bp | Bc | Diff |
| ---- | ------------------------------------ | --- | -- | - | - | - | -- | -- | ---- |
| 1    | Royal Olympic Club de Charleroi      | 47  | 10 | 7 | 1 | 2 | 21 | 12 | +9   |
| 2    | Royale Union Tubize-Braine P         | 45  | 10 | 6 | 3 | 1 | 13 | 6  | +7   |
| 3    | Renaissance AEC Mons P               | 36  | 10 | 3 | 4 | 3 | 9  | 10 | -1   |
| 4    | Royal Excelsior Virton               | 32  | 10 | 2 | 4 | 4 | 8  | 11 | -3   |
| 5    | Union rochefortoise P                | 27  | 10 | 2 | 5 | 3 | 7  | 9  | -2   |
| 6    | Royal Racing Club Stockay-Warfusée P | 20  | 10 | 1 | 1 | 8 | 9  | 22 | -13  |

### Résultats
| Domicile \ Extérieur      | MON | OLC | ROC | STO | TUB | VIR |
| ------------------------- | --- | --- | --- | --- | --- | --- |
| Ren. Mons                 |     | 0–1 | 0–0 | 4–3 | 1–1 | 1–1 |
| R. Olympic Club Charleroi | 2–0 |     | 0–2 | 5–1 | 2–2 | 5–3 |
| Union Rochefortoise       | 1–1 | 0–3 |     | 1–0 | 0–1 | 0–0 |
| RRC Stockay-Warfusée      | 0–1 | 2–4 | 1–1 |     | 0–1 | 1–0 |
| R. Union Tubize-Braine    | 1–0 | 1–2 | 2–1 | 3–0 |     | 0–0 |
| R. Excelsior Virton       | 0–1 | 1–0 | 1–1 | 2–1 | 0–1 |     |

### Play-offs de relégation
Les points obtenus pendant la phase régulière sont divisés par 2.
| Rang | Équipe                         | Pts | J  | G | N | P | Bp | Bc | Diff |
| ---- | ------------------------------ | --- | -- | - | - | - | -- | -- | ---- |
| 7    | Zebra Elites U23               | 30  | 10 | 5 | 4 | 1 | 16 | 10 | +6   |
| 8    | R. Union St-Gilloise U23 P     | 27  | 10 | 5 | 2 | 3 | 18 | 8  | +10  |
| 9    | Union Namur                    | 23  | 10 | 2 | 5 | 3 | 7  | 11 | -4   |
| 10   | Royale Union Sportive Binche P | 19  | 10 | 1 | 5 | 4 | 9  | 16 | -7   |
| 11   | SL 16 Football Campus U23 R    | 19  | 10 | 3 | 5 | 2 | 9  | 8  | +1   |
| 12   | Royal Football Club Tournai P  | 17  | 10 | 0 | 7 | 3 | 5  | 11 | -6   |

### Résultats
| Domicile \ Extérieur        | BIN | STA | TOU | NAM | USG | ZEB |
| --------------------------- | --- | --- | --- | --- | --- | --- |
| RUS Binche                  |     | 1–0 | 0–0 | 1–1 | 0–1 | 2–2 |
| SL16 FC                     | 2–2 |     | 0–0 | 0–0 | 1–1 | 2–3 |
| RFC Tournai                 | 1–1 | 1–2 |     | 0–0 | 1–1 | 1–1 |
| UR Namur                    | 2–0 | 0–0 | 3–0 |     | 0–3 | 0–2 |
| R. Union Saint-Gilloise U23 | 5–1 | 0–1 | 2–0 | 4–0 |     | 1–3 |
| Zébra Elites                | 2–1 | 0–1 | 1–1 | 1–1 | 1–0 |     |

## Nationale 1 VV

### Participants
| #  | Nom                                    | Mat. | Ville          | Stades                                   | En Nat 1 depuis | Total en Nat 1 | Total Niv 3 | S. Précédente         |
| -- | -------------------------------------- | ---- | -------------- | ---------------------------------------- | --------------- | -------------- | ----------- | --------------------- |
| 1  | Young Reds Antwerpen                   | 1    | Lierre         | het Lisp                                 | 2022-23 3e      | 3 s            | 3 s         | 14e                   |
| 2  | Jong Atletische Associatie Gent        | 7    | Oostakker      | Chillax Arena                            | 2022-23 3e      | 3 s            | 3 s         | 9e                    |
| 3  | Oud-Heverlee Leuven « U23 »            | 18   | Tirlemont      | Julien Bergé                             | 2022-23 3e      | 3 s            | 3 s         | 16e                   |
| 4  | Royal Cappellen Football Club          | 43   | Kappellen      | Jos Van Wellen                           | 2023-24 2e      | 2 s            | 37 s        | 18e                   |
| 5  | Royal Knokke Football Club             | 101  | Knokke-Heist   | L. Lippens Park                          | 2020-21 5e      | 5 s            | 20 s        | 3e                    |
| 6  | Koninklijke Voetbal Klub Tienen        | 132  | Tirlemont      | J. Bergé                                 | 2020-21 5e      | 5 s            | 48 s        | 13e                   |
| 7  | Koninklijke Football Club Dessel Sport | 606  | Dessel         | Armand Melis                             | 2016-17 9e      | 9 s            | 30 s        | 12e                   |
| 8  | Hoogstraten Voetbal Vereniging         | 2366 | Hoogstraten    | Seminarie                                | 2022-23 3e      | 3 s            | 28 s        | 8e                    |
| 9  | Koninklijke Sportkring Heist           | 2948 | Heist o/d Berg | Gemeentelijk                             | 2016-17 9e      | 9 s            | 13 s        | 6e                    |
| 10 | Kon. V. V. THES Sport Tessenderlo      | 3671 | Tessenderlo    | Gemeentelijk                             | 2018-19 7e      | 7 s            | 7 s         | 5e                    |
| 11 | Jong Cercle U23                        | 12   | Ruddervoorde   | Ridderfort (K. Daring Club Ruddervoorde) | 2024-25 1er     | 1 s            | 1 s         | 6e D2 VV « série A »  |
| 12 | Koninklijke Sporting Hasselt           | 37   | Hasselt        | Stedelijk                                | 2024-25 1er     | 2 s            | 14 s        | 2e D2 VV « série B »  |
| 13 | Koninklijk Lyra-Lierse                 | 52   | Berlaar        | Luc De Rijk (« site Doelvelden »)        | 2024-25 1er     | 1 s            | 7 s         | 3e D2 VV « série B »  |
| 14 | Koninklijk Voetbal Klub Ninove         | 2373 | Ninove         | De Kloppers                              | 2024-25 1er     | 2 s            | 11 s        | 2e D2 VV « série A »  |
| 15 | Koninklijke Football Club Merelbeke    | 3551 | De Pinte       | Moerkensheide                            | 2024-25 1er     | 1 s            | 1 s         | 5e D2 VV « série A »  |
| 16 | Belisia Sport Vereninging Bilsen       | 5775 | Mopertingen    | Katteberg                                | 2024-25 1er     | 1 s            | 1 s         | 1er D2 VV « série B » |

### Localisation des clubs participants
| \| Gent U23 Antwerp U23 Leuven U23 Knokke Hoogstraten Dessel Heist Tessenderlo Tirlemont Cappellen Bilzen Ninove Hasselt Lyra-Lierse Merelbeke Cercle U23 \| Localisation des clubs engagés en Nationale 1 VV 2024-2025 |
| Gent U23 Antwerp U23 Leuven U23 Knokke Hoogstraten Dessel Heist Tessenderlo Tirlemont Cappellen Bilzen Ninove Hasselt Lyra-Lierse Merelbeke Cercle U23                                                                  |

### Classement
- Champion d'automne:
- Dernière mise à jour: le 27 avril 2025.

| Rang | Équipe                                 | Pts | J  | G  | N  | P  | Bp | Bc | Diff |
| ---- | -------------------------------------- | --- | -- | -- | -- | -- | -- | -- | ---- |
| 1    | K. AA Gent U23                         | 62  | 30 | 19 | 5  | 6  | 63 | 31 | +32  |
| 2    | Royal Knokke Football Club             | 56  | 30 | 14 | 14 | 2  | 53 | 31 | +22  |
| 3    | Koninklijke Sporting Hasselt P         | 52  | 30 | 15 | 7  | 8  | 50 | 28 | +22  |
| 4    | Koninklijke Voetbal Klub Tienen        | 46  | 30 | 14 | 4  | 12 | 39 | 34 | +5   |
| 5    | Koninklijke Football Club Dessel Sport | 46  | 30 | 13 | 7  | 10 | 62 | 47 | +15  |
| 6    | KVV Thes Sport Tessenderlo             | 45  | 30 | 12 | 9  | 9  | 50 | 42 | +8   |
| 7    | Jong Cercle U23 P                      | 43  | 30 | 13 | 4  | 13 | 55 | 50 | +5   |
| 8    | Koninklijk Voetbal Klub Ninove P       | 43  | 30 | 12 | 7  | 11 | 39 | 40 | -1   |
| 9    | Koninklijk Lyra-Lierse P               | 41  | 30 | 10 | 11 | 9  | 53 | 51 | +2   |
| 10   | Belisia Sport Vereninging Bilsen P     | 39  | 30 | 10 | 9  | 11 | 38 | 43 | -5   |
| 11   | Hoogstraten Voetbal Vereniging         | 38  | 30 | 10 | 8  | 12 | 43 | 45 | -2   |
| 12   | OH Leuven U23                          | 33  | 30 | 9  | 6  | 15 | 43 | 54 | -11  |
| 13   | Koninklijke Football Club Merelbeke P  | 32  | 30 | 8  | 8  | 14 | 33 | 48 | -15  |
| 14   | Royal Cappellen Football Club          | 29  | 30 | 8  | 5  | 17 | 40 | 72 | -32  |
| 15   | R. Antwerp FC U23                      | 28  | 30 | 6  | 10 | 14 | 34 | 50 | -16  |
| 16   | Koninklijke Sportkring Heist           | 26  | 30 | 6  | 8  | 16 | 37 | 66 | -29  |

### Résultats
| Domicile \ Extérieur       | BEL | CAP | DES | HAS | HEI | HOO | CER | GNT | KNO | LYR | MER | NIN | OHL | TES | TIE | YOU |
| -------------------------- | --- | --- | --- | --- | --- | --- | --- | --- | --- | --- | --- | --- | --- | --- | --- | --- |
| SV Belisia Bilzen          |     | 1–2 | 1–3 | 0–4 | 2–3 | 2–0 | 3–0 | 1–1 | 2–2 | 2–1 | 1–1 | 1–2 | 3–2 | 2–1 | 0–4 | 2–0 |
| R. Cappellen FC            | 1–3 |     | 1–2 | 4–5 | 3–2 | 1–1 | 1–2 | 2–3 | 0–4 | 0–3 | 1–0 | 0–1 | 2–2 | 2–1 | 2–1 | 2–2 |
| KFC Dessel Sport           | 0–0 | 4–1 |     | 1–1 | 0–1 | 2–3 | 3–2 | 1–3 | 2–2 | 5–1 | 3–1 | 4–2 | 4–1 | 5–0 | 2–1 | 2–2 |
| K. Sporting Hasselt        | 0–0 | 3–0 | 2–0 |     | 2–1 | 3–1 | 1–1 | 0–3 | 1–1 | 3–0 | 0–2 | 1–0 | 1–0 | 0–0 | 2–1 | 3–0 |
| KSK Heist                  | 1–3 | 1–5 | 2–1 | 1–4 |     | 2–2 | 1–4 | 4–3 | 1–1 | 1–2 | 1–2 | 1–1 | 1–1 | 0–1 | 1–0 | 2–1 |
| Hoogstraten VV             | 3–0 | 0–1 | 0–1 | 1–0 | 2–1 |     | 2–4 | 0–4 | 1–2 | 1–2 | 2–1 | 2–0 | 3–0 | 0–2 | 0–0 | 1–1 |
| Jong Cercle                | 0–0 | 5–1 | 2–3 | 2–1 | 4–2 | 2–4 |     | 0–4 | 0–0 | 2–3 | 0–0 | 1–2 | 2–0 | 0–4 | 1–0 | 4–1 |
| Jong KAA Gent              | 0–1 | 4–0 | 3–1 | 1–2 | 2–2 | 2–0 | 1–0 |     | 2–1 | 4–0 | 2–2 | 2–1 | 1–0 | 2–1 | 2–0 | 1–1 |
| R. Knokke FC               | 1–1 | 2–2 | 3–0 | 2–2 | 2–1 | 1–1 | 4–3 | 1–0 |     | 3–1 | 3–2 | 3–0 | 2–0 | 1–1 | 2–0 | 1–0 |
| K. Lyra-Lierse Berlaar     | 4–0 | 2–2 | 2–2 | 1–0 | 3–0 | 2–2 | 0–1 | 1–2 | 3–3 |     | 4–1 | 2–2 | 1–1 | 0–3 | 2–2 | 2–2 |
| KFC Merelbeke              | 0–0 | 0–1 | 1–5 | 0–3 | 3–0 | 0–3 | 4–2 | 0–3 | 1–1 | 0–0 |     | 3–0 | 2–1 | 3–0 | 0–0 | 1–1 |
| KVK Ninove                 | 2–1 | 4–0 | 1–1 | 0–4 | 2–2 | 0–0 | 2–1 | 3–1 | 1–0 | 3–3 | 2–0 |     | 2–0 | 2–1 | 2–0 | 0–1 |
| OH Leuven U23              | 4–2 | 5–0 | 3–2 | 1–0 | 1–1 | 1–4 | 3–2 | 0–2 | 1–2 | 0–2 | 1–0 | 2–1 |     | 3–1 | 1–3 | 4–3 |
| KVV Thes Sport Tessenderlo | 0–0 | 4–3 | 1–1 | 2–1 | 1–1 | 3–2 | 3–0 | 2–2 | 2–2 | 3–3 | 5–0 | 2–1 | 1–1 |     | 0–1 | 2–1 |
| KVK Tienen                 | 1–0 | 4–0 | 2–1 | 2–1 | 3–0 | 2–0 | 0–3 | 4–0 | 0–0 | 0–3 | 2–0 | 1–0 | 0–4 | 3–2 |     | 2–1 |
| Young Reds                 | 0–4 | 1–0 | 2–1 | 0–0 | 5–0 | 2–2 | 0–4 | 0–3 | 0–1 | 1–0 | 1–2 | 0–0 | 3–3 | 0–1 | 2–0 |     |

## Résumé de la saison
| Région flamande (16)             | Région flamande (16) | Région wallonne (12)              | Région wallonne (12) |
| -------------------------------- | -------------------- | --------------------------------- | -------------------- |
| Province d'Anvers                | 6                    | Province de Hainaut               | 5                    |
| Province de Flandre-Occidentale  | 2                    | Province de Liège                 | 2                    |
| Province de Flandre-Orientale    | 3                    | Province de Luxembourg            | 1                    |
| Province de Limbourg             | 3                    | Province de Namur                 | 2                    |
| Province du Brabant flamand      | 2                    | Province du Brabant wallon        | 1                    |
| Région de Bruxelles-Capitale VFV | 0                    | Région de Bruxelles-Capitale ACFF | 1                    |

À partir de la saison 2017-2018, le Brabant est également scindé en ailes linguistiques. Les cercles de la Région de Bruxelles-Capitale doivent choisir leur appartenance entre VFV et ACFF. La grande majorité opte pour l'ACFF..
- Dans le tableau ci-dessus, les sélections « U23 » sont comptabilisées au même titre que les seize autres clubs